# Per questo mi chiamo Giovanni
 (décembre 2021).
Per questo mi chiamo Giovanni (traduction littéraire en français : C'est pour cela que je m'appelle Giovanni) est un roman de Luigi Garlando publié chez Rizzoli et sorti en 2004

## Résumé
Giovanni est un petit garçon de Palerme. Pour son dixième anniversaire son père lui offre une journée spéciale : un voyage à travers la ville de Palerme afin de lui expliquer pourquoi il a été appelé « Giovanni ». La journée est constituée par un trajet particulier à travers les endroits de  Palerme rappelant les faits marquants de l'histoire de Giovanni Falcone allant de son engagement à l'épilogue sanglant. Par rapprochement, Giovanni constate que son nom lui a été donné en mémoire de « Giovanni » Falcone et que son père lui ouvre l'esprit lui expliquant que la mafia se retrouve un peu partout, comme à l'école dans les traits du garçon autoritaire harceleur qui perpètre ses méfaits couvert par un silence complice. Le message du livre est que la mafia est un ennemi à combattre à sa source et en toute occasion, même si cela demande de faire des choix et d'en subir parfois les pires conséquences.